# Nexus 5X
Nexus 5X (tên mã bullhead) là một điện thoại thông minh Android được sản xuất bởi LG Electronics, đồng phát triển với và tiếp thị bởi Google Inc., là một sản phẩm chủ lực của dòng Nexus. Ra mắt vào tháng 9 năm 2015, nó là thiết bị kế nhiệm của Nexus 5. Nexus 5X cùng với Nexus 6P là những thiết bị được giới thiệu cùng lúc với Android 6.0 Marshmallow, với giao diện được làm mới, cải thiện hiệu suất, tăng sự tích hợp với Google Now, và các tính năng mới khác. Nó là một trong số ít các điện thoại có thể kết nối với Project Fi.